# Дьяковка (Бершадский район)
Дьяко́вка (укр. Дяківка, пол. Diakówka, Diakowce) — село на Украине, находится в Бершадском районе Винницкой области.
Код КОАТУУ — 0520481803. Население по переписи 2001 года составляет 670 человек. Почтовый индекс — 24444. Телефонный код — 4352.
Занимает площадь 13,84 км².

## Известные уроженцы
- Чухнюк, Елена Мироновна (род. 12 марта 1917) — старший машинист паровозной колонны, Почётный железнодорожник (1941), Герой Социалистического Труда (1943).

## Адрес местного совета
24444, Винницкая область, Бершадский р-н, с. Дьяковка, ул. Мира, 2